# Ho trai

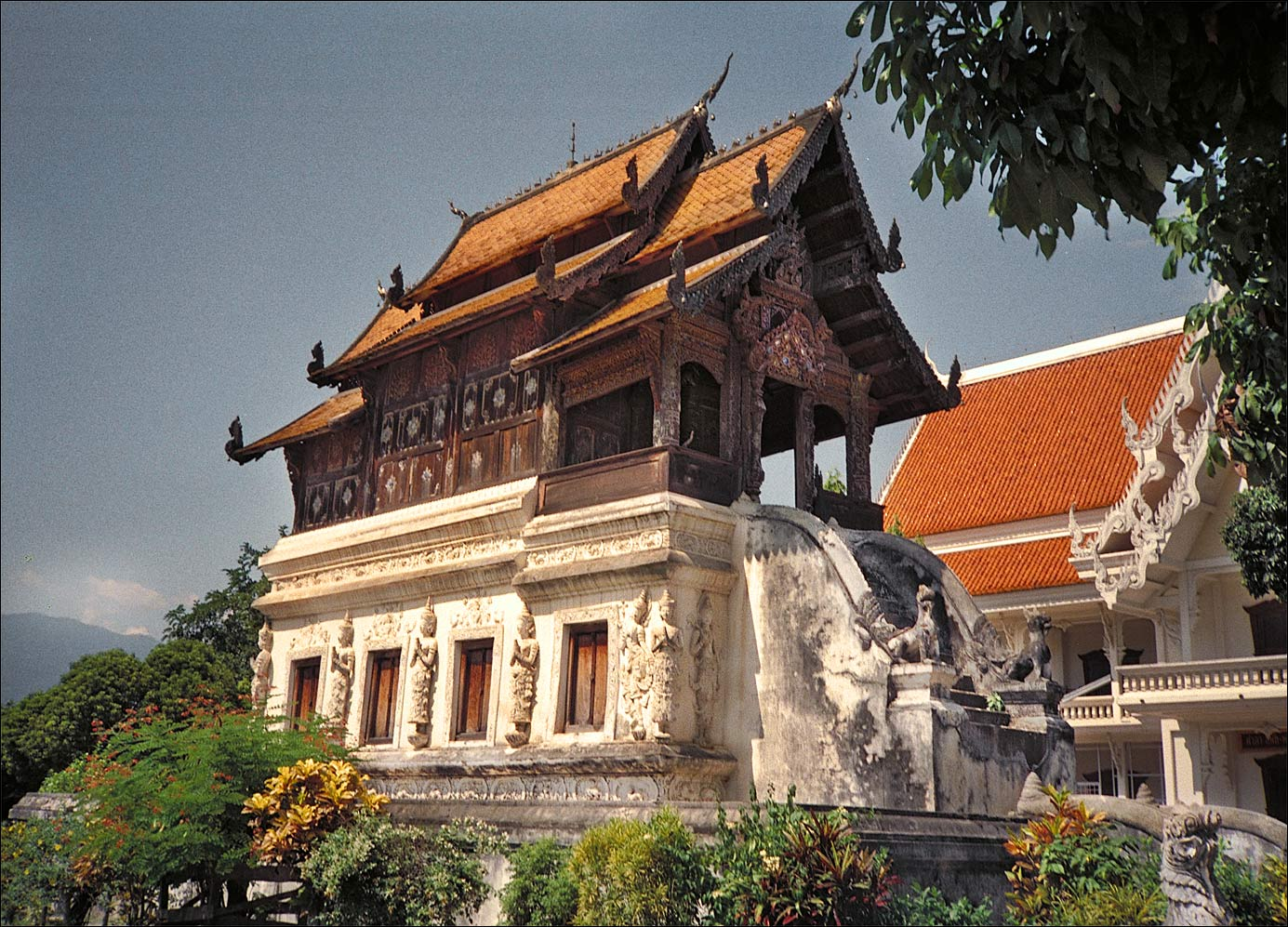
Ho trai w Wat Phra Singh w Chiang Mai

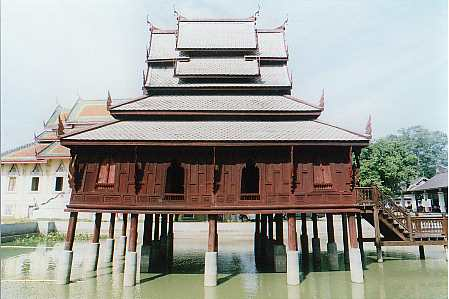
Ho trai na palach

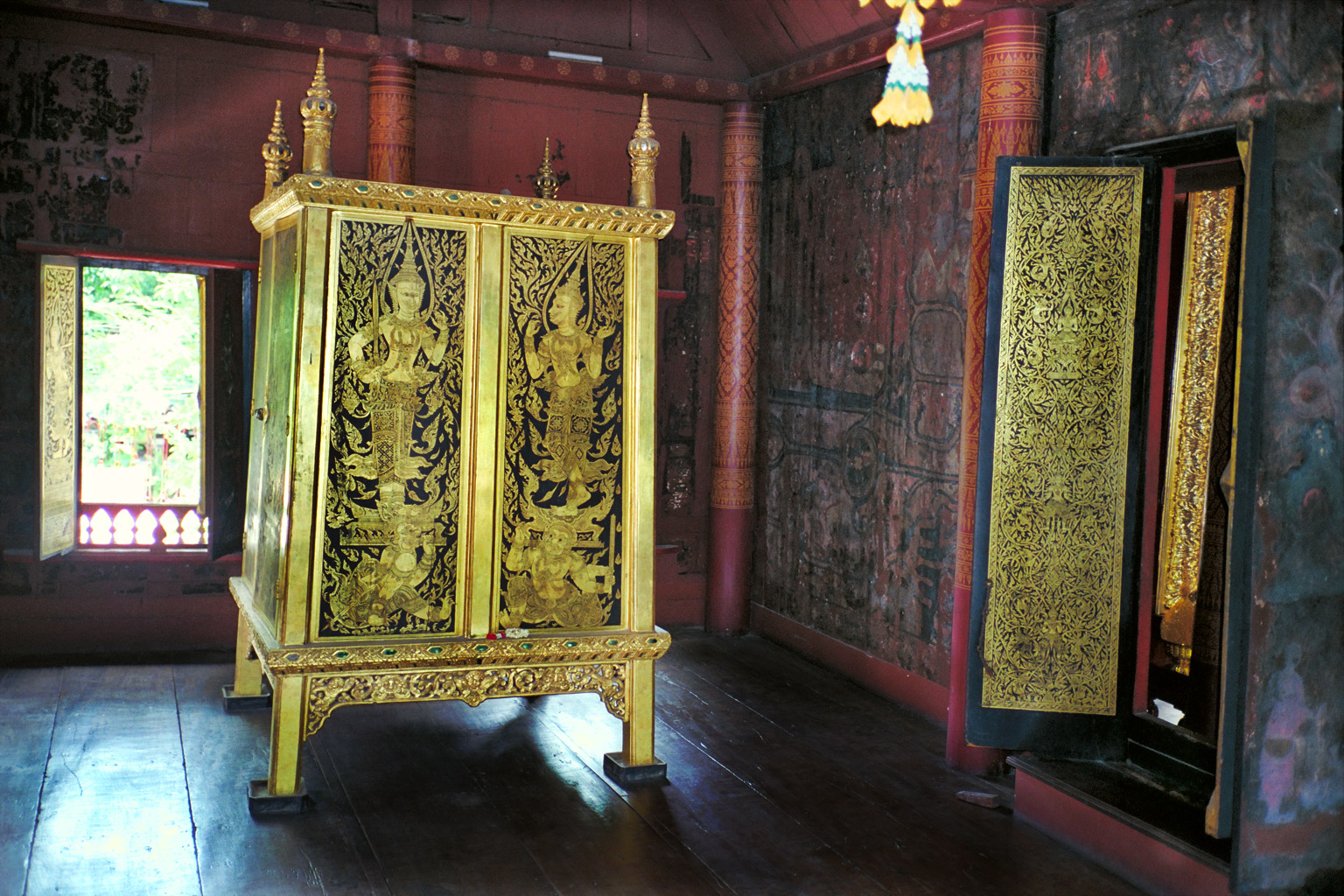
Wnętrze ho trai, Wat Rakhang w Bangkoku

Ho trai (taj. หอไตร) – biblioteka, repozytorium sutr buddyjskich w tajlandzkich świątyniach buddyjskich. Ho trai najczęściej stanowi osobny budynek na terenie zespołu świątynno-klasztornego. Zazwyczaj budowany jest na podmurówce dla ochrony przed wilgocią, lub też na palach pośrodku sadzawki w celu ochrony cennych manuskryptów, spisywanych na liściach palmowych, przed termitami. Forma architektoniczna i rozmiary ho trai są bardzo zróżnicowane. Księgi przechowywane są w specjalnych szafkach, często bogato zdobionych.